# František Štěpán Kott
František Štěpán Kott (26. prosince 1825 Podhájský mlýn u Lnář – 3. srpna 1915 Praha) byl český středoškolský pedagog, lexikograf a překladatel z latiny.

## Život
V roce 1850 dokončil právnická studia a o tři roky později studia klasické filologie. Poté působil do roku 1885 jako středoškolský učitel v Jindřichově Hradci, Jičíně, Olomouci a Praze. V Jičíně založil soukromou vyšší dívčí školu. Při odchodu do výslužby byl oceněn záslužným zlatým křížem s korunou, v roce 1890 se stal řádným členem České akademie věd a umění Františka Josefa, v roce 1898 mimořádným členem Královské české společnosti nauk.
Zemřel roku 1915 a byl pohřben na Vinohradském hřbitově.

## Dílo

### Slovník
- Česko-německý slovník zvláště grammaticko-fraseologický, 1878–1893. Dostupné online (scany), online databáze: http://kott.ujc.cas.cz
- Příspěvky k česko-německému slovníku zvláště grammaticko-fraseologickému, 1896–1897. Dostupné online

### Překlady
- Tacitus, Publius Cornelius: Tacitovy Dějiny, 1866. Dostupné online.
- Tacitus, Publius Cornelius: Tacitova Germania, čili, Kniha o poloze, mravech a národech Germanie, 1870. Dostupné online.
- Curtius Rufus, Quintus: O činech Alexandra Velikého, krále macedonského, 1899. Dostupné online